# 사오토메 타이치
사오토메 타이치(일본어: 早乙女太一, 1991년 9월 24일 ~ )는 일본의 댄서이자 배우이다. 출신지는 다자이후시이며, 1995년에 공식으로 데뷔하였다. 그리고 이전 배우자는 Grick에 원래 소속했던 니시야마 마키이다.

## 방송
- 망각의 사치코
- 후타가시라 2
- HiGH & LOW 시즌2
- HiGH & LOW
- 후타가시라

## 영화
- 프로메어 (2019년) - 리오 포티아 역
- 22년 후의 고백 (2017년)
- 후타가시라 (2015년)
- 크로우즈 익스플로드 (2014년)
- 촉루성의 7인 (2013년)
- 소년H (2013년)